# Idegenhonos élőlény
Az allochton, idegen vagy idegenhonos élőlények (egyes helyeken termőhely-, tájidegen, illetve exotic – egzotikus fajok), melyek más területről kerültek vagy vándoroltak élőhelyükre, ahol korábban nem voltak jelen. Ellentéte az őshonos. Megtelepedhetnek közvetlen – véletlen behurcolás vagy szándékos betelepítés (hemerochór) – vagy közvetett – például megfelelő élőhelyet teremtve – emberi behatás (antropochor), illetve  maguktól bevándorlás – például szomszédos területekről az éghajlatváltozás miatt északra vándorlás – (benyomulók, akolutofitonok) következtében (mint az elnevezésekből is kitűnik, a növényeknél kifinomultabb kategorizálási rendszerezés alakult ki, mint az állatok esetében).
Európában általánosan a neolitikumot (amit megelőzőleg még az emberek döntően vadászó-gyűjtögető életmódot folytattak és a természet részének tekinthetők) követően megtelepedő élőlényeket tekintik idegennek. Ezt követően a mezőgazdaság, illetve az ókori földművelés és állattenyésztés megjelenésével ugrásszerűen megnőtt az emberiség természetátalakító képessége, ezért a később megjelenő új fajoknál az emberi tevékenység legalább közvetett hatását feltételezik. Az idegenhonos fajok betelepítésének második nagy hulláma a nagy földrajzi felfedezésekkel egy időben indult el és a gyarmatosításokkal teljesedett ki. Ebben Amerika felfedezését tekintik igazi fordulópontnak, és az azóta megjelent fajok között találhatóak az invazív vagy özönfajok is. Európában 1492 óta exponenciálisan nő az idegen fajok száma. 1492–1799 között a behurcolt fajok számának éves átlaga 0,03 faj/év volt, míg ez 2000-2007 között 2,1 faj/év.

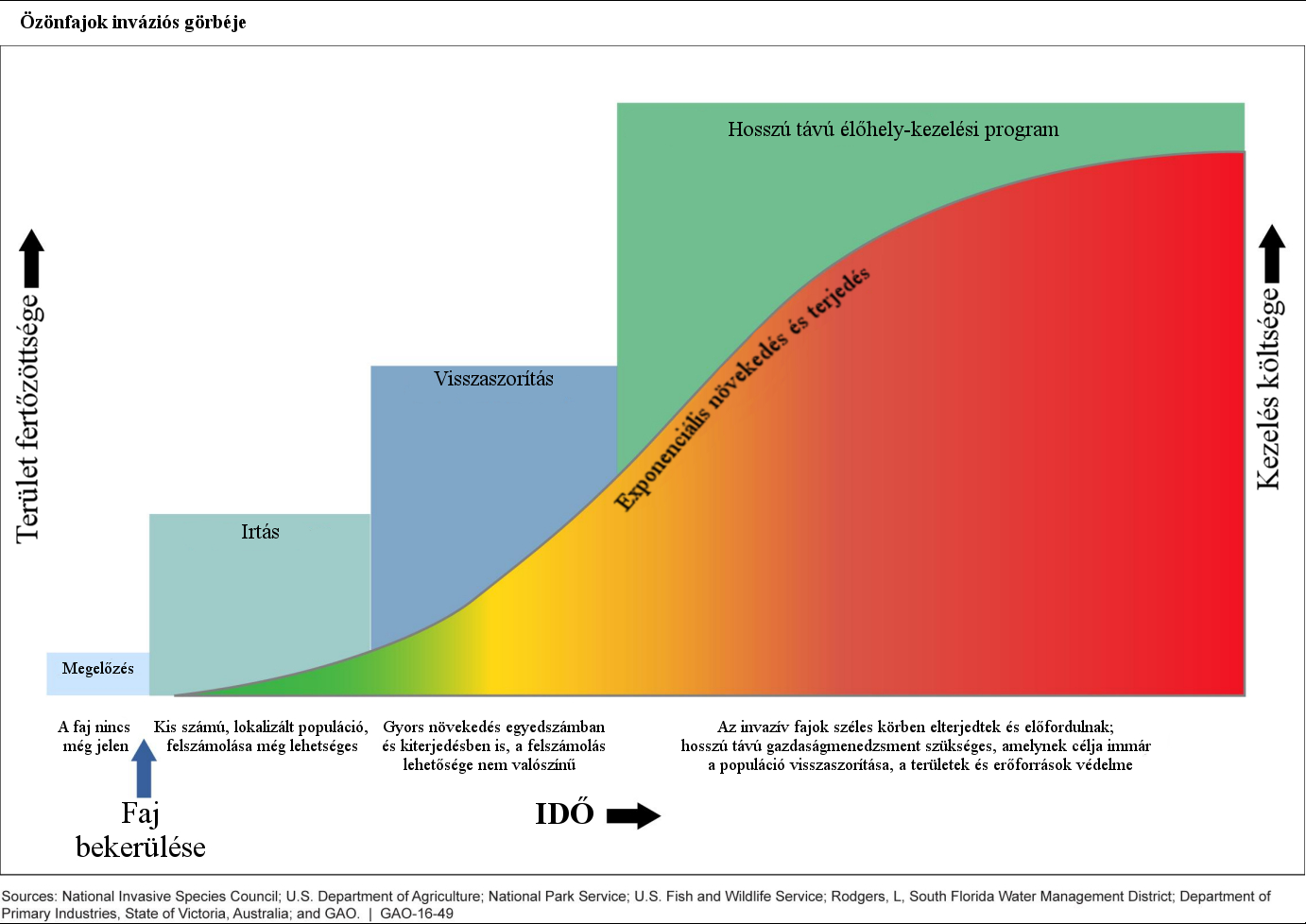
Az özönfajok inváziós görbéje, ami bemutatja a terjedésük szerinti kezelési stratégia tükrében az anyagi ráfordítás mértékét (forrás: az Amerikai Egyesült Államok kormányának tanulmánya, 2015. nov.)

Az idegenhonos, özönfajok képesek átalakítani a természeti rendszerek szerkezetét azzal, hogy egyes fajokat teljesen kiszorítanak belőle a versengés során vagy a tápláléklánc megváltoztatásával. Gyakori jelenség, hogy lényegesen nagyobb egyedszámú populációt hoznak létre, mint eredeti élőhelyükön, terjeszkedésüknek – természetes ellenség kellő, vagy teljes hiányában – pedig szinte nincs gátja. Következménye az őshonos fajok eltűnése, leromlott, fajszegény élőhelyek, életközösségek kialakulása, amelyek sokkal rosszabban alkalmazkodnak az élővilágot veszélyeztető kihívásokhoz (például környezetszennyezés, klímaváltozás stb.). Az ökológiai, természetvédelmi problémák mellett a folyamat komoly humánegészségügyi (ilyenek a parlagfű pollenje által okozott allergiás megbetegedések, a vándorpatkányok által terjesztett betegségek, vagy a vírusterjesztő rovarok) és jelentős, káros gazdasági hozadékai vannak.
Az idegen fajok a szabályozott és kontrollált keretek között (botanikus és állatkertekben, vadasparkokban, arborétumokban, vagy a mező- és erdőgazdaságokban, kertészetekben, illetve a kereskedelemben és otthonainkban) is közvetett (például rajtuk keresztül megjelenő szintén allochton kártevők és kórokozók) és közvetlen (természetbe kerülés, vagy annak átalakítása, átalakító hatása) kockázatot jelentenek.
Az éghajlatváltozás miatt is várhatóan folyamatosan nő a szomszédos területekről bevándorló élőlények száma a 2000-es évek folyamán, ezért ezeket érdemes – elsősorban a természetvédelmi kezelés szempontjából – megkülönböztetni a más kontinensekről bekerülő fajoktól.
Az elterjedési terület (area) kiterjedésének folyamata az expanzió.

## Általánosságban
A természetes élőhelyek biodiverzitása, azaz az ott élő növény- és állatfajok sokfélesége függ a hely földrajzi adottságaitól és az élőlények alkalmazkodóképességétől. Új fajok egyedeinek a megjelenése természetes folyamat, de ezeket általában az ott élők rövid időn belül kiszorítják. Azonban egyes idegenhonos fajok hirtelen, gyorsan alkalmazkodnak
az új környezethez és képesek megtelepedni, elszaporodni, az őshonos fajokat kiszorítani, csökkentve a biológiai sokféleséget. Ezek az inváziós, invazív vagy más néven özönfajok. A természetes növényzet visszaszorulásának több oka is van (mint például a rossz erdőművelés, a nem megfelelő vadállomány, a vízigényes gazdálkodás miatt a területek kiszáradása), de azok mellett a legártalmasabb tényező kétséget kizáróan a nem őshonos élőlények terjedése.
A nagyjából 2000–2020 közötti időszakban megjelent nagyszámú idegenhonos és sok esetben inváziós kártevők és kórokozók oka az új, modern, globalizált világunkra jellemző problémakör, mivel a nyitott határok, a nemzetközi áru- és személyforgalom korábban sosem tapasztalt intenzitása és a klíma jelentős átalakulása lehetőséget teremt például addig nem tapasztalt mezőgazdasági károsítók megjelenésére, megtelepedésére és károkozására is. Már a 19. század második felében elindult ez a folyamat. A legismertebb jelenség talán a szőlőket veszélyeztető, Észak-Amerikából származó kártevő, a filoxéra (Daktulosphaira vitifoliae) megjelenése, ami komoly károkat okozott mind hazai, mind európai szinten. Azóta azonban a melegebb telekkel rendelkező városi élőhelyeken, de a klímaváltozás okozta enyhébb telek miatt is már az amúgy csak zárt helyeken tartott vagy tenyésző egzotikus fajok belső tereken (házak, üvegházak) kívüli megtelepedésére is egyre nagyobb esély van.
Önmagában az idegenhonosság vagy a megtelepedési képesség még nem feltétlen jelenti azt, hogy egy faj invázióssá válik. A Fertő-Hanság Nemzeti Park Igazgatóságának 2016-os kiadványa szerint átlagosan ezer behurcolt fajból egy válik invázióssá. Attól azonban, hogy valami (még) nem özönfaj, ugyanúgy figyelmet érdemel, hiszen bármikor, bármelyik idegen azzá, vagy vektorrá válhat. Számuk pedig jelentös. Az egyes országokban mintegy 50-80% lehet a kertészeti céllal telepített idegenhonos növényfajok aránya. Ilyen például a bíbor nebáncsvirág (Impatiens glandulifera), a kínai alkörmös (Phytolacca esculenta) vagy a közönséges vadszőlő (Parthenocissus inserta). De az emberi igények kielégítése miatt a halgazdaságok (a csökkenő halállományok pótlására és a folyamatosan növekvő igények kielégítésére például a busa, az amur, a szivárványos pisztráng, a pisztrángsügér, korábban a törpeharcsa tenyésztésével és telepítésével) és a mező-, erdőgazdaságok (az élelmezési, takarmányozási és egyéb gazdasági céllal, ilyen termesztésből kiszökött faj a Kelet-Európa több országában takarmánynövényként használt Sosnowsky-medvetalp, vagy a korábban díszés ipari növényként, ma pedig mézelő növényként hasznosított közönséges selyemkóró, energianövényként az energianád vagy a mirigyes bálványfa, illetve erdészeti gyakorlatban a kései meggy, a zöld juhar, vagy az amerikai kőris) is jelentős tényezők az inváziós fajok terjesztésében. Az így behozott fajok közül kerülnek ki legnagyobb számban az inváziós tulajdonságú, gyorsan terjedő fajok. Jellemző, hogy az inváziós fajokat régóta forgalmazzák, hiszen könnyen hozzáférhetőek és könnyen tarthatóak. Azonban élő növénnyel, növényi résszel, ültető közeggel, csomagolóanyaggal is nem kívánt növények magjai, növényi kártevők, rovarok és más gerinctelen állatok is bekerülhetnek. Ugyanakkor újabb és újabb házi kedvencnek szánt állatok is érkeznek a világ szinte valamennyi tájáról a kereskedésekbe. Ezek az eredetileg vadon élő állatok, ha csak tehetik, szívesen térnek vissza természetes életmódjukhoz. A fogságból kiszökött, a megunt vagy szándékosan elengedett házikedvencek gyakran új élőhelyükön is megtalálhatják életfeltételeiket, sok faj képes megtelepedni. Ezek az állatok a természetben üres ökológiai fülke hiányában kivétel nélkül csak valamely őshonos fajunk rovására telepedhetnek meg. Sok esetben azokra halálos veszélyt jelentő vírusokat terjesztenek (mint a szürke mókus a közönséges mókusra), az is előfordul, hogy megeszik rokonaikat és/vagy azok táplálékát (mindkettő igaz a harlekinkatica esetében a hazai katicafajokkal szemben), vagy azokkal szaporodási közösséget alkotva, idővel magukba olvasztják az eredetileg itt élő őshonos fajt (ahogyan az a halcsontfarkú réce és a kékcsőrű réce esetében történt).

## Gombák
A gombák, bár szinte minden élőhelyen megtalálhatók, kevésbé feltűnőek, mint például az edényes növények vagy az emlősállatok, ezért lényegesen kevesebb az általános ismeret is róluk és fokozottan igaz ez az inváziós képességeikre, terjedésükre, illetve új területeken való megtelepedésükre. Ezt tükrözi az a tény is, hogy a 2020-as évek körül elkészült, különböző országok idegenhonos, vagy inváziós fajokat felsoroló listáin alig néhány gombafaj szerepel; a magyarországi listán, az idegenhonos inváziós fajok tudásbázisában pedig egyáltalán nincsen gomba. Ennek oka nem elsősorban az, hogy a gombák kevésbé terjednének, illetve lennének képesek inváziókra, hanem az, hogy kevés tudással rendelkezünk róluk. A 2020-ig újonnan kimutatott idegenhonos gombák száma exponenciálisan növekedett az utóbbi két évszázadban. Azokban az országokban figyelnek meg legnagyobb számú idegenhonos gombát, ahol az import mértéke magasabb, ami sokkal nagyobb hatással van megjelenésükre, mint az adott terület mérete vagy földrajzi fekvése.
Problémát jelent, hogy amikor egy új gombafajt fedeznek fel egy adott területen, sokszor nem nyilvánvaló, hogy azon a helyen őshonos-e, mivel a gombák elterjedésével, biogeográfiájával kapcsolatos ismeretek is erősen hiányosak. Sok fajt kozmopolitának, tehát az egész világon előforduló organizmusnak tartanak, azonban sok esetben az derül ki, hogy azok valójában csak morfológiailag azonosak, de származástanilag különböző egységeket, külön fajokat képeznek.
A bejutó idegenhonos gombák egyik legfőbb forrása a dísznövénykereskedelem, de egyes gombák bekerülhetnek például növényi magokon, vagy magokban is. Nagyon gyakori az is, hogy külföldről érkező gyümölcsök és fűszerek, vagy feldolgozott faanyag hordoznak kórokozó organizmusokat.

## Növények
Az országok és nemzetközi szervezetek az idegen fajok veszélyességének kifejezésére – a veszélyeztetett fajokra vonatkozó vörös listák elgondolása alapján – fekete, szürke és fehér listákat állítanak össze a 2000-es évek óta. Magyarországon ilyen kiadvány a hazai flóra idegenhonos fa- és cserjefajait a biodiverzitásra gyakorolt kockázatuk alapján kategorizáló, Bartha Dénes szerkesztésében 2020-ban megjelent kötet (benne a Magyarország inváziós fa- és cserjefajai („fekete”), a Magyarország potenciálisan inváziós fa- és cserjefajai („szürke”) és a (Jelenleg) nem inváziós idegen fajok jegyzéke („fehér”) listák).

### Az idegen növényfajokon belüli csoportosítások
Fred-Günter Schroeder német botanikus (a magyar megnevezések Balogh Lajos botanikus javaslata) nyomán megkülönböztetjük
a behurcolás, betelepítés időpontja alapján
- az archeofitonok (ójövevénynövények), amik Amerika felfedezése előtt jelentek meg,
- a neofitonok (újjövevénynövények), amik Amerika felfedezése után jelentek meg.

A megkülönböztetést az indokolja, hogy az archeofitonok viszonylag közelebbi területekről – döntően a Mediterráneumból – származnak, és így terjedésük jobban hasonlít a természetes flóravándorlásokhoz, amikor a fajjal „tudnak tartani” a természetes ellenségei is. Ezzel szemben a neofitonok távolabbról, egyetlen nagy ugrással kerültek kontinensünkre, többnyire specialista természetes ellenségeik nélkül. A két csoport élőhelypreferenciája is eltérő: az archeofitonok inkább a bolygatott területekre jellemzők és mezőgazdasági gyomként okoznak problémát, míg a neofitonok között sok, természetes közösségeket is veszélyeztető faj található.
a meghonosodás foka szerinti csoportosítás szerint
tartósabb helyfoglalók a vegetációban
- agriofitonok, újhonos növények - a potenciálisan természetes, de nem eredeti vegetációban meghonosodó növények
- epökofitonok, kultúrfüggő növények - csak művi környezetben növő növények

nincs tartósabb helyfoglalásuk a vegetációban
- efemerofitonok, átmeneti megjelenésű, nem állandósult, alkalmi növények, vendégnövények - de vadon is előforduló növények
- ergaziofitonok, kultúrnövények - (csak) termesztett növények

Az első három összefoglalóan nevezhető adventív növényeknek.
a bekerülés módja szerint
- akolutofitonok: önállóan bevándorolt, benyomult növények
- xenofitonok: ember által akaratlanul behurcolt növények
- hemerochór: ember által szándékosan behozott növények (kultúrával terjediő fajok)
  - ergaziofigofitonok: kultúrszökevény növények, elvadult növények
  - ergaziofitonok, amik elvadulva sohasem fordulnak elő

A növények invázió-ökológiai szempontú felosztása David Mark Richardson és munkatársai (2000), illetve Giuseppe Brundu és munkatársai (2001) alapvető munkája szerint:
alkalmi idegen növények
meghonosodott növények
- nem özönnövények
- özönnövények
  - nem átalakító növények
  - átalakító növények

## Állatok
Magyarországon három őshonos éticsigafaj – a nagyméretű és közkedvelt éti csiga (Helix pomatia), az ugarcsiga (Helix lutescens) és a déli éticsiga (Helix thessalica) – van, azonban behurcolással bekerült két idegen faj: a cirádás éticsiga (Cornu aspersum), amely az 1970-es években a Földközi-tenger vidékének a nyugati, míg a fehérsávos éticsiga (Helix lucorum), amely a 2010-es években a Mediterráneum keleti részéről érkezett hazánkba.
Az idegenhonos meztelencsiga fajok terjedésének vizsgálatakor felmerül az emberi terjesztés nagy szerepe, mivel kertészeti, mezőgazdasági árukkal, egy földlabdában megbújva hosszú utakat is kibírhatnak. A széthurcolt fajok közül pedig többen telepednek meg sikeresen és válnak potenciálisan inváziós
fajjá, a sikerük okára azonban csak feltételezések vannak.
Az atkák igen változatos és majdnem minden élőhelyeket benépesítő csoportjának két olyan is tagja van, amelyek gazdasági szempontból kiemelkedő fontosságúak, mind hazai, mind nemzetközi gyakorlatban. Ezek a magyarul takácsatkáknak nevezett, Tetranychidae család tagjai valamint, míg a másik a laposatkáknak vagy ál-takácsatkáknak hívott Tenuipalpidae család fajai. Bár utóbbi több idegenhonos fajának a magyar klimatikus viszonyok nem megfelelőek, de a szobában tartott például orchideák, datolyapálmák és tarka sárkányfák egyedein könnyedén megélnek és kárt okoznak. Annak ellenére, hogy ezeknél még nem, más állatcsoportoknál már megfigyelték azt, hogy a beltérből kikerülve néhány generáció alatt alkalmazkodnak a szabad területen levő élőhelyekhez (pl. az Oxydus gracilis üvegházi ikerszelvényes sikeresen kolonizált üvegházon kívüli területeket is), így ennek veszélye ezeknél is fennáll. Az idegenhonos takácsatkák közül a károkozó puszpáng takácsatka (Eurytetranychus latus) okoz látványos pusztítást. E mellett a Távol-Keletről érkező, Európában, és így hazánkban is igen kedvelt dísznövények a bambuszok, amelyeket erőszakos terjedésük ellenére is sokfele ültetnek magánkertekbe is, két ázsiai eredetű kártevő takácsatkáját is behozta. Ugyanakkor a különböző nyitvatermők (fenyők, tuják, ciprusok és társaik), melyeket előszeretettel ültetetnek városi parkokban, kertekben is, őshonos károsító atkáján túl a 2020-as évekre megjelent két Észak-Amerikai eredetű takácsatka faj is, amiket valószínűleg szaporító növénnyel hoztak be Európába, majd hazánkba is. A behurcolt atkát mellett vannak olyan fajok is, mint például a Mediterránrumban nagyon gyakori és igen komoly kártevő Tetranychus evansi, amely spontán terjedésének köszönhetően 2020-ra már Szerbia északi részein is fellelhető, a magyar határtól kevesebb, mint 100 kilométerre, így a hazai felbukkanása ennek a fajnak a közeli jövőben bármikor várható.
A pajzstetvek aktív terjedése igen lassú, mivel a nőstények szárnyatlanok, és a fajok túlnyomó többségénél csak az 1. stádiumú lárvák képesek aktív helyváltoztatásra. A hímek repülnek ugyan, de rövid élettartamuk (néhány nap) korlátot szab terjeszkedésüknek, és a faj tovább terjedésében nőstények nélkül nincs szerepük. Ezért nagy jelentősége van az úgynevezett passzív terjedésnek. A legjelentősebb a növényi szaporítóanyagok általi terjesztés (nemzetközi dísznövény kereskedelem) és az élelmiszer kereskedelem (pl. gyümölcsök), mivel apró termetüknek és rejtett életmódjuknak köszönhetően a szemrevételezéses karantén vizsgálatok gyakorta átsiklanak felettük. Fontos szerepe van a megnövekedett közúti és légi forgalomnak is, mivel a kamionok, autók kerekébe vagy akár a cipőtalpon maradt földdel is eljuthatnak távoli földrészekre. A passzív terjedés természetes útjainak szerepe, mint a lárvák sodródása a széllel, illetve átvitel madarak és rovarok testfelületére tapadva, kevésbé jelentősek a gyors elterjedésükben, azonban a globális klímaváltozás további fontos tényező az egyes fajok elterjedésének változásában.
Az idegenhonos, inváziós kabócafajoknak is a 2000-es évek körüli évtizedekben sikerült megtelepedni az eredeti elterjedési területükön kívül. Szétterjedésük feltehetően túlnyomórészt emberi közvetítéssel történt, véletlen behurcolás következtében. Egyes idegenhonos fajok különösen sikeresen, invázió-szerűen terjednek, amely a növénytermesztés szempontjából is hordoz kockázatokat. Ilyen például az amerikai szőlőkabóca (Scaphoideus titanus). Nem közvetlen kártétele okozza jelentőségét, hanem az, hogy a szőlő aranyszínű sárgaságát (Flavescence dorée) okozó fitoplazma kórokozó (Candidatus Phytoplasma vitis) legfőbb terjesztője (vektora). E mellett a 2010-es években a mozaikoskabóca (Orientus ishidae), egy szintén inváziós mezeikabócafaj is felbukkant hazánkban. Az amerikai szőlőkabócával szemben ez a faj Kelet-Ázsiából származik, de feltehetően az előbbi fajhoz hasonlóan szintén növényi szaporítóanyagokkal került Európába.
A idegenhonos levélbolhák nem spontán terjedés eredményeként jelentek meg hazánkban, hanem a valószínűleg a gazdanövénynyel együtt történő behurcolás eredményezte jelenlétüket. Gazdasági kártételük nem jelentős, leggyakrabban esztétikai a kár, amely a növény levél alakjának megváltozásában, vagy a növényen a szívogatás nyomán megjelenő  mézharmat zavaró hatásában jelentkezik. Arról még folynak a kutatások, hogy ezek az idegenhonos kártevők esetlegesen idegenhonos kórokozókat (pl. fitoplazmákat) terjesztenek-e.
A Kelet-Ázsiából származó pettyesszárnyú, vagy foltosszárnyú muslica (Drosophila suzukii) 2008-tól, még a rovarvilágban is meglepő, robbanásszerű inváziója révén a faj alig tíz év alatt szinte a teljes mérsékelt égöv rettegett gyümölcskártevőjévé vált, melyben meghatározó szerepet játszik a rövid idő alatt nagyságrendekkel megnövekedett mértékű nemzetközi és interkontinentális áru és személyforgalom. 2016 óta Magyarországon is rendszeresen jelentős gazdasági károkat okoz. Különösen a bogyósgyümölcs-termesztőknek jelent nehezen kezelhető új kihívást faj, hozzájárulva a közgazdasági környezet miatt amúgy is nehéz helyzetben lévő szeder- és málnatermesztés hazai visszaszorulásához. Inváziós jellegét mutatja, hogy néhány évvel megjelenését követően az egész országban az egyik legnagyobb egyedszámban előforduló muslicafajjá vált, egyedszámai az őszi hónapokban rendszeresen meghaladják a közönséges ecetmuslica mennyiségét.
Az eredetileg Kelet-Ázsiában honos kőrisrontó karcsúdíszbogár Észak-Amerikába történő véletlen behurcolását követően az egészséges amerikai kőris (Fraxinus pennsylvanica), fehér kőris (F. americana) és fekete kőris (F. nigra) fajok erdőalkotó állománya leromlott, majd az első károsítás után 15 évvel az állományban
több mint 99 %-os mortalitás lépett fel. Mindaddig a rovarcsoport nem kapott jelentősebb figyelmet. E közben a másik irányból 2021-ben a faj elérte Szentpétervárt, ezzel az EU határait és több nagyvárosát száz kilométernél kisebb távolságra közelítve meg. Az előrejelzések arra utalnak, hogy érdemes lehet jelentős beruházásokat végrehajtani
az izolált ázsiai kőrisrontó karcsú-díszbogár populációk terjeszkedésének lassítására és a kőrisfavédelem, -eltávolítás és -pótlás végső költségeinek a késleltetésére, illetve csökkentésére.